# Brian Propp
Brian Philip Propp (né le 15 février 1959 à Lanigan, dans la province de la Saskatchewan au Canada) est un joueur professionnel canadien de hockey sur glace.

## Carrière de joueur
Ses performances lors de sa carrière junior lui permirent d'être sélectionné au 1er tour par les Flyers de Philadelphie lors du repêchage de la Ligue nationale de hockey en 1979. Cette même année, il mena son équipe à la finale du tournoi de la Coupe Memorial qui s'inclina face aux Petes de Peterborough.
Il se joignit aux Flyers au début de la saison 1979-1980 et s'imposant tout de suite au sein de la ligue totalisant 75 points lors de sa saison recrue. Au cours de la décennie suivante, il fut l'un des joueurs importants des Flyers, les menant à trois reprises à la finale de la Coupe Stanley et participant à cinq reprises au Match des étoiles de la Ligue nationale de hockey.
Il fut échangé en 1990 aux Bruins de Boston où il terminera la saison. Il signa un contrat au cours de l'été qui suivit avec les North Stars du Minnesota pour les 3 saisons suivantes. Après un bref passage en Suisse, il revint à la LNH avec les Whalers de Hartford, ce qui fut sa dernière dans la grande ligue. Il ne jouera ensuite qu'une autre saison, dans la seconde division française de hockey.

## Statistiques de carrière

### En club
| Saison     | Équipe                      | Ligue          |      | Saison régulière | Saison régulière | Saison régulière | Saison régulière | Saison régulière |    | Séries éliminatoires | Séries éliminatoires | Séries éliminatoires | Séries éliminatoires | Séries éliminatoires |
| Saison     | Équipe                      | Ligue          | PJ   | B                | A                | Pts              | Pun              | PJ               | B  | A                    | Pts                  | Pun                  |                      |                      |
| 1975-1976  | Millionaires de Melville    | LHJS           | 57   | 76               | 92               | 168              | 36               | -                | -  | -                    | -                    | -                    |                      |                      |
| 1976-1977  | Wheat Kings de Brandon      | LHOC           | 72   | 55               | 80               | 135              | 47               | 16               | 14 | 12                   | 26                   | 5                    |                      |                      |
| 1977-1978  | Wheat Kings de Brandon      | LHOC           | 70   | 70               | 112              | 182              | 200              | 8                | 7  | 6                    | 13                   | 12                   |                      |                      |
| 1978-1979  | Wheat Kings de Brandon      | LHOu           | 71   | 94               | 100              | 194              | 127              | 22               | 15 | 23                   | 38                   | 40                   |                      |                      |
| 1979       | Wheat Kings de Brandon      | Coupe Memorial | -    | -                | -                | -                | -                | 5                | 4  | 7                    | 11                   | 6                    |                      |                      |
| 1979-1980  | Flyers de Philadelphie      | LNH            | 80   | 34               | 41               | 75               | 54               | 19               | 5  | 10                   | 15                   | 29                   |                      |                      |
| 1980-1981  | Flyers de Philadelphie      | LNH            | 79   | 26               | 40               | 66               | 110              | 12               | 6  | 6                    | 12                   | 32                   |                      |                      |
| 1981-1982  | Flyers de Philadelphie      | LNH            | 80   | 44               | 47               | 91               | 117              | 4                | 2  | 2                    | 4                    | 4                    |                      |                      |
| 1982-1983  | Flyers de Philadelphie      | LNH            | 80   | 40               | 42               | 82               | 72               | 3                | 1  | 2                    | 3                    | 8                    |                      |                      |
| 1983-1984  | Flyers de Philadelphie      | LNH            | 79   | 39               | 53               | 92               | 37               | 3                | 0  | 1                    | 1                    | 6                    |                      |                      |
| 1984-1985  | Flyers de Philadelphie      | LNH            | 76   | 43               | 54               | 97               | 43               | 19               | 8  | 10                   | 18                   | 6                    |                      |                      |
| 1985-1986  | Flyers de Philadelphie      | LNH            | 72   | 40               | 57               | 97               | 47               | 5                | 0  | 2                    | 2                    | 4                    |                      |                      |
| 1986-1987  | Flyers de Philadelphie      | LNH            | 53   | 31               | 36               | 67               | 45               | 26               | 12 | 16                   | 28                   | 10                   |                      |                      |
| 1987-1988  | Flyers de Philadelphie      | LNH            | 74   | 27               | 49               | 76               | 76               | 7                | 4  | 2                    | 6                    | 8                    |                      |                      |
| 1988-1989  | Flyers de Philadelphie      | LNH            | 77   | 32               | 46               | 78               | 37               | 18               | 14 | 9                    | 23                   | 14                   |                      |                      |
| 1989-1990  | Flyers de Philadelphie      | LNH            | 40   | 13               | 15               | 28               | 31               | -                | -  | -                    | -                    | -                    |                      |                      |
| 1989-1990  | Bruins de Boston            | LNH            | 14   | 3                | 9                | 12               | 10               | 20               | 4  | 9                    | 13                   | 2                    |                      |                      |
| 1990-1991  | North Stars du Minnesota    | LNH            | 79   | 26               | 47               | 73               | 58               | 23               | 8  | 15                   | 23                   | 28                   |                      |                      |
| 1991-1992  | North Stars du Minnesota    | LNH            | 51   | 12               | 23               | 35               | 49               | 1                | 0  | 0                    | 0                    | 0                    |                      |                      |
| 1992-1993  | équipe nationale canadienne | Intl.          | 3    | 3                | 1                | 4                | 2                | -                | -  | -                    | -                    | -                    |                      |                      |
| 1992-1993  | HC Lugano                   | LNA            | 23   | 21               | 6                | 27               | 32               | 9                | 5  | 2                    | 7                    | 28                   |                      |                      |
| 1992-1993  | North Stars du Minnesota    | LNH            | 17   | 3                | 3                | 6                | 0                | -                | -  | -                    | -                    | -                    |                      |                      |
| 1993-1994  | Whalers de Hartford         | LNH            | 65   | 12               | 17               | 29               | 44               | -                | -  | -                    | -                    | -                    |                      |                      |
| 1994-1995  | Anglet Hormadi Élite        | Division 1     | 27   | 32               | 19               | 51               | 74               | -                | -  | -                    | -                    | -                    |                      |                      |
| Totaux LNH | Totaux LNH                  | Totaux LNH     | 1016 | 425              | 579              | 1004             | 830              | 160              | 64 | 84                   | 148                  | 151                  |                      |                      |

### En équipe nationale
| Année | Équipe | Compétition                 |    | PJ | B | A | Pts | Pun                |  | Résultat |
| 1979  | Canada | Championnat du monde junior | 5  | 2  | 1 | 3 | 2   | 5e position        |  |          |
| 1982  | Canada | Championnat du monde        | 10 | 3  | 1 | 4 | 4   | Médaille de bronze |  |          |
| 1983  | Canada | Championnat du monde        | 10 | 4  | 4 | 8 | 6   | Médaille de bronze |  |          |
| 1987  | Canada | Coupe Canada                | 9  | 2  | 2 | 4 | 2   | Médaille d'or      |  |          |

## Trophées et honneurs personnels
- Ligue de hockey de l'Ouest du Canada
  - 1977 : gagna le Trophée Jim Piggott remis à la recrue de l'année
  - 1978 : nommé dans la 1re équipe d'étoiles
- Ligue de hockey de l'Ouest
  - 1979 : nommé dans la 1re équipe d'étoiles
- Ligue nationale de hockey
  - 1980, 1982, 1984, 1986 & 1990 :  participation au Match des étoiles

## Transactions en carrière
- 2 mars 1990 : échangé aux Bruins de Boston par les Flyers de Philadelphie en retour d'un choix de 2e ronde (Terran Sandwith) lors du repêchage d'entrée dans la LNH en 1990.
- 25 juillet 1990 : signe un contrat comme agent libre avec les North Stars du Minnesota.
- 4 octobre 1993 : signe un contrat comme agent libre avec les Whalers de Hartford.